# Henckelia lacei
Henckelia lacei là một loài thực vật có hoa trong họ Tai voi (Gesneriaceae). Loài này có ở Myanmar; được William Wright Smith mô tả khoa học đầu tiên năm 1914 dưới danh pháp Didymocarpus lacei. Năm 1954, Brian Laurence Burtt chuyển nó sang chi Chirita. Năm 2011, D.J.Middleton & Mich.Möller chuyển nó sang chi Henckelia.